# Fenoler
Fenoler er en gruppe af kemiske stoffer, der består af en hydroxylgruppe (-OH), som er bundet til en aromatisk kulbrinte (se benzen). Den enkleste forbindelse er stoffet fenol (C6H5OH).
Skønt de ligner alkoholer, har fenolerne egenskaber, der omfatter en forholdsvis høj syrevirkning på grund af benzenringens binding til iltatomet og den forholdsvist svage binding mellem ilt- og brintatomerne.
Fenolernes giftvirkning og bestandighed kan øges ved substituering af brintioner med andre atomer eller grupper. Særligt de klorerede fenoler har stor persistens i de økologiske kredsløb, og da nedbrydningsprodukterne ofte er lige så giftige som selve stoffet, volder disse fenolderivater store problemer i miljøet. Nedenfor ses en tabel, som giver et indtryk af den mængde af naturlige og syntetiske fenoler, der bliver fremstillet til brug overalt i jordbrug, rengøring og industri.
| 2,4-xylenol                                | Desinfektionsmiddel, opløsningsmiddel, svampemiddel |
| 2,6-bis-(1-methyl heptadecyl)-p-kreosot    | Desinfektionsmiddel                                 |
| 2-tert-amylfenol                           | Desinfektionsmiddel                                 |
| Alekenylamin o-fenylfenat                  | Desinfektionsmiddel                                 |
| Aminokarbfenol                             | Nedbrydningsprodukt                                 |
| Butyleret hydroxytoluen                    | Desinfektionsmiddel                                 |
| Diisopropyl kreosot                        | Desinfektionsmiddel                                 |
| Fenoler                                    | Desinfektionsmiddler, nematodemidler, ukrudtsmidler |
| Hydroxykviksølvkreosot                     | Desinfektionsmiddel                                 |
| Isopropylfenol                             | Desinfektionsmiddel                                 |
| Isopropylkreosot                           | Desinfektionsmiddel                                 |
| Kalium para-tert-butylfenat                | Desinfektionsmiddel                                 |
| Kreosot kviksølvnaftenat                   | Træbeskyttelsesmiddel                               |
| Kultjærefenoler                            | Desinfektionsmidler, insektrepellanter              |
| Meta-kreosot                               | Desinfektionsmiddel                                 |
| Natrium para-tert-amylfenat                | Desinfektionsmiddel, svampemiddel                   |
| Natrium para-tert-butylfenat               | Desinfektionsmiddel                                 |
| Natriumfenat                               | Desinfektionsmiddel                                 |
| Natriumkreosotat                           | Desinfektionsmiddel                                 |
| Orto-fenylfenol                            | Desinfektionsmiddel                                 |
| Orto-fenylfenol, alkylamin-kobber          | Desinfektionsmiddel                                 |
| Orto-fenylfenol, alkylamin-zink            | Desinfektionsmiddel                                 |
| Orto-fenylfenol, tetradecyklaminsalt       | Desinfektionsmiddel                                 |
| Orto-kreosot                               | Desinfektionsmiddel                                 |
| Orto-fenylfenol, ammoniumsalt              | Desinfektionsmiddel                                 |
| Orto-fenylfenol, kaliumsalt                | Desinfektionsmiddel                                 |
| Orto-fenylfenol, natriumsalt               | Desinfektionsmiddel                                 |
| Para-kreosot                               | Desinfektionsmiddel                                 |
| Para-kresylacetat                          | Desinfektionsmiddel                                 |
| Para-nitrofenol                            | Svampemiddel, nedbrydningsprodukt                   |
| Para-tert-amylfenol                        | Desinfektionsmiddel                                 |
| Para-tert-amylfenol, kaliumsalt            | Desinfektionsmiddel                                 |
| Para-tert-butylfenol                       | Desinfektionsmiddel                                 |
| Polyetylen amylfenol-formaldehydharpiks    | Desinfektionsmiddel                                 |
| Polyvinylpyrrolidon-ortofenylfenolkompleks | Desinfektionsmiddel                                 |
| Propoxurfenol                              | Nedbrydningsprodukt                                 |
| Thymol                                     | Naturstof, farvestof                                |

## Påvisning
Påvisning af fenoler foregår oftest ved tilsætning af Fe3+-ioner, der danner et farvet kompleks med fenolen. Alt efter fenolens struktur får komplekset forskellige farver, men i tilfælde af fenol bliver jernkomplekset en klar violet farve.